# Tombeau rupestre de Kapılıkaya
Le tombeau rupestre de Kapılıkaya est un site archéologique de Turquie.

## Caractéristiques

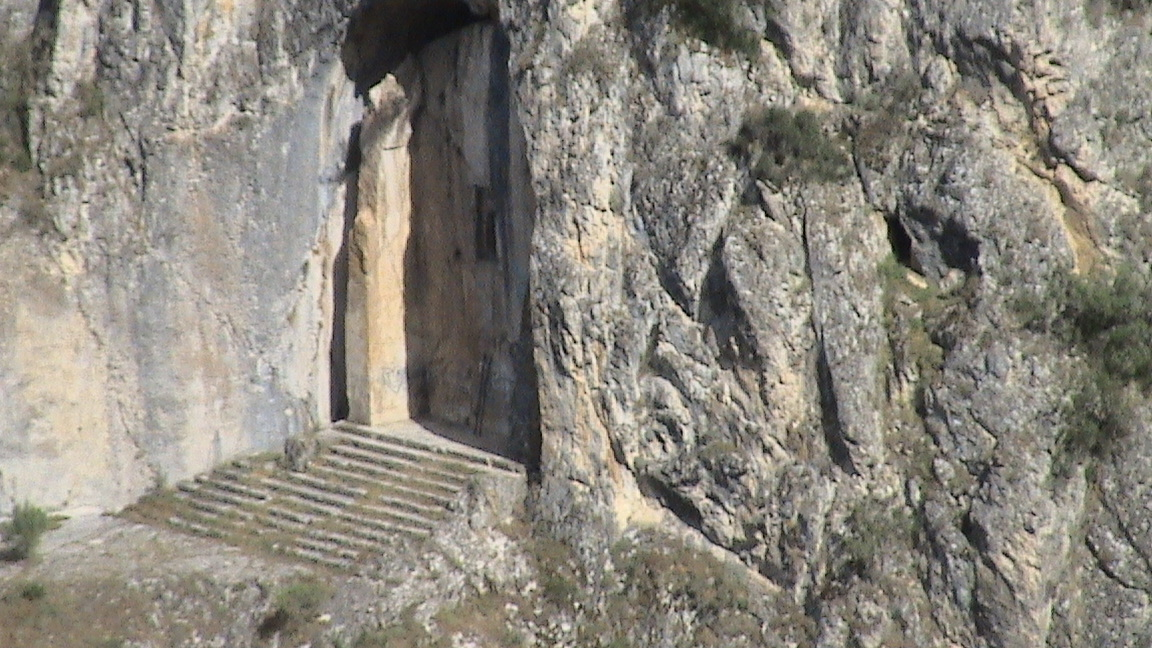
Vue de la façade extérieure du tombeau.

Le tombeau est situé dans la provinde de Çorum, à 27 km au nord de Çorum, près du village de Kırkdilim (en), dans un paysage montagneux surplombant une petite rivière, sur le flanc d'un affleurement rocheux. L'entrée du tombeau, entourée de falaises, est d'un accès difficile ; un sentier abrupt permet toutefois d'y parvenir. Plusieurs marches sont taillées dans la plate-forme qui en précède directement l'accès.
Le tombeau prend la forme d'une chambre grossièrement rectangulaire, au toit arrondi, directement taillée dans la montagne. La seule entrée est une petite ouverture pratiquée au centre de la façade, à plusieurs mètres du sol. Cette entrée est surplombée de l'inscription « IKEZIOS ».

## Historique
La tombe daterait de l'époque hellénistique, peut-être du IIe siècle av. J.-C.